# Choi Tae-uk
Choi Tae-uk (최태욱?, 崔兌旭?; Incheon, 13 marzo 1981) è un ex calciatore sudcoreano, di ruolo ala.

## Palmarès

### Club
- K League 1

Jeonbuk Hyundai Motors: 2009
FC Seoul: 2010, 2012
- Korean League Cup

FC Seoul: 2010

### Nazionale
- Giochi asiatici: 1

2002